# 笹山泰裕
笹山 泰裕（ささやま やすひろ）は、日本のスポーツ選手、指導者、実業家。NPO法人アバントゥーラスポーツクラブを主宰。

## 来歴
笹山 泰裕（ささやま やすひろ）は、日本の元プロスポーツ選手、指導者、実業家。日本人初の野球とサッカー両方でプロ選手契約をした人物である。
NPO法人アバントゥーラスポーツクラブを主宰。

小学校時代に阪神タイガース優勝（1985年）を観戦。感銘を受けて野球を始める。野球選手としてのポジションはピッチャー。小学生時代から体格に恵まれたこともあり投手、打者としてもチームで中心となる活躍をする。中学に進み、そのまま野球部に入部。スポーツとしての野球愛は変わらなかったが、日本の部活独特の指導体制については疑問を持ち始める。丸坊主の強制や無意味な上下関係などを嫌い半年ほどで野球部を退部。
その後、体育の授業でのサッカーで活躍したことで、サッカーを本格的にプレーすることを担当教諭から強く勧められ、サッカー強豪校への推薦の声が掛かるが、当時入部していたバスケ部を辞め、サッカー部への入部で専従してのプレーが条件だったことでサッカー部への入部自体を辞退する。
上記の事情から高校は特にスポーツの強豪校ではない地元地域の河南高校に入学。当時はJリーグの開幕などもあり、サッカーへの関心が高まっていたこともありサッカー部に入部。顧問の指示によりGKでプレー。フィールドプレーヤーとしてのプレーを希望していたが顧問からは認めらかったが高３時に担当顧問の転勤により希望のポジションでのプレーが叶う。
大学は語学留学崎であるオーストラリアに。ここでは体育教諭を当初目指しており学生生活を送りながら、地元のセミプロサッカーチームからGKでのオファーが来たことでクラブチーム（スターリングマセドニア、ダイアネラホワイトイーグルス）に加入を試みるもビザの関係でクラブチームにおいての参加が叶わず。